# Insomniac (album d'Enrique Iglesias)
Pour les articles homonymes, voir Insomniac.
Albums de Enrique Iglesias
7
(2003) Euphoria
(2010)
Insomniac est le huitième album studio du chanteur Enrique Iglesias.

## Liste des titres
1. Ring My Bells
2. Push
3. Do You Know? (The Ping Pong Song)
4. Somebody's Me
5. On Top Of You
6. Tired of Being Sorry
7. Miss You
8. Wish I Was Your Lover
9. Little Girl
10. Stay Here Tonight
11. Sweet Isabel
12. Don't You Forget About Me
13. Dímelo (Do you know ?)
14. Alguien Soy Yo (Somebody's me)
15. Amigo Vulnerable (Tired of being sorry)
16. Hero (Thunderpuss Edit) Titre bonus CD d'une chanson de 2001.